# Hôtel de la Charrue
L'hôtel de la Charrue est un monument historique situé à Saverne, dans le département français du Bas-Rhin.

## Localisation
Ce bâtiment est situé au 137, Grand-Rue et au 1, rue des Clefs à Saverne.

## Historique
L'édifice fait l'objet d'une inscription au titre des monuments historiques depuis 1929.